# Cneo Calpurnio Pisón (cónsul 139 a. C.)
Cneo o Gneo Calpurnio Pisón  fue un político romano del siglo II a. C. miembro de los Calpurnios Pisones, una rama de la gens Calpurnia. Obtuvo el consulado en el año 139 a. C.